# Pontes Gestal
Pontes Gestal is een gemeente in de Braziliaanse deelstaat São Paulo. De gemeente telt 2.557 inwoners (schatting 2009).

## Aangrenzende gemeenten
De gemeente grenst aan Américo de Campos, Cardoso en Riolândia.